# Pal Dukagjini
Pal II. Dukagjini, auch Paul Ducagin, italienisch Paolo Ducagini (* err. Dezember 1385; † 1446) war ein albanischer Stammesführer, Herr von Buba, Churichuchi, Leuruscho und Baschino und Mitglied des Dukagjini-Clans.

## Leben
Pal II. war ein Sohn von Tanush II. (der Große) von Fanti in der Mirdita. Wie sein Sohn Nikollë II. Dukagjini war Pal ein Vasall von Lekë Zaharia, dem Herrn von Drisht im heutigen in Albanien, Sati und Danja im heutigen Kosovo, Dušmanići im heutigen Serbien und Gladri.

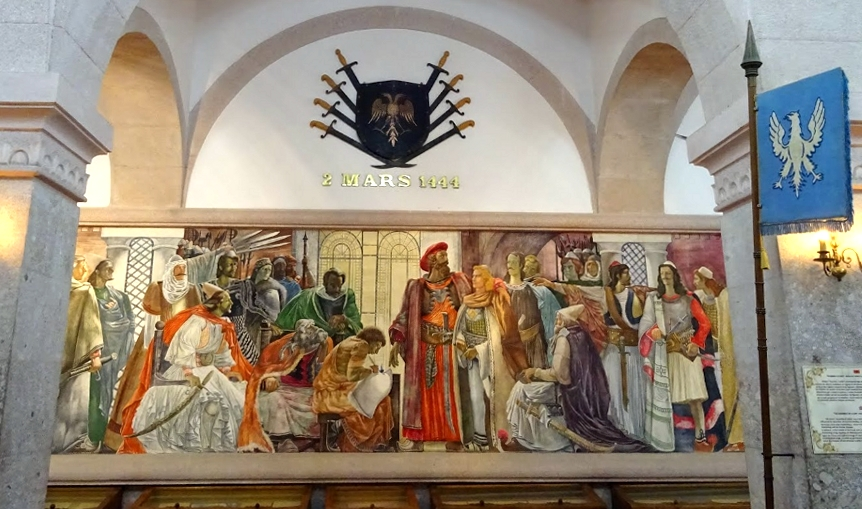
Liga von Lezha, Gemälde im Skanderbeg-Museum in Kruja

Pal Dukagjini und sein Sohn Nikollë II. waren als Vasallen von Lekë Zaharia am 2. März 1444 an der von Skanderbeg einberufenen Versammlung in Lezha beteiligt. Noch am selben Tag wurde die Liga von Lezha, ine militärische Allianz einiger christlicher albanischer Stammeshäuptlinge gegen die Osmanen. (Zu den weiteren Gründungsmitgliedern der Liga von Lezha siehe hier.)
Pal, der als leal und großzügig beschrieben wurde, versprach auf der Versammlung eine Kompanie von 5000 Soldaten auf seine Kosten bereitzustellen. Dieses Versprechen wurde allerdings nie in die Praxis umgesetzt, da Pal auf seiner Rückkehr erkrankte und nie wieder gesund wurde. Pal starb an einem Schlaganfall im Dezember 1446 im Alter von 61 Jahren.

## Nachkommen
Pal hinterließ vier Söhne: Nikollë II., Lekë III., Progon und Gjergj IV. Die ersten beiden traten auch politisch in Erscheinung. Lekë soll nach der – vermutlich falschen – Überlieferung der Namensgeber des nordalbanischen Gewohnheitsrechts, des Kanuns, gewesen sein. Gjergj IV. soll Priester geworden sein und ca. 1446 gestorben sein.
- Pal II. (* err. Dezember 1385[1]; † 1446), Herr von Buba[Anm. 3], Churichuchi, Leuruscho und Baschino[2]
  - Lekë III.[Anm. 4][12] (* 1410 Lipjan, Fürstentum Dukagjini; † 1481) ⚭ Teodora Muzaka[13]
    - Boša ⚭ Koja Zaharia[14]
      - Lekë Zaharia ⚭ ?[14]
      - Bolja Zaharia[14]

  - Nikollë II.[Anm. 5][12] ⚭ Chiranna Arianiti Komneni, Tochter von Gjergj Arianiti[15]
    - Progon V.[Anm. 6][16]

  - Progon III. († vor 1471)[12][Anm. 7][2]
  - Gjergj IV. († ca. 1446), Priester[12]